# 中合村
中合村（うちごうむら）は、かつて新潟県西蒲原郡にあった村。1906年4月1日の新設合併によって消滅し、現在は新潟市南区の一部となっている。
以下の記述は合併直前当時の旧中合村に関しての記述であり、現在では名称等が異なる場合がある。なお、ここに記述されていない内容に関しては新潟市などの記事を参照。

## 沿革
- 1889年（明治22年）4月1日 - 町村制施行に伴い西蒲原郡木滑村、釣寄新村、釣寄村、東長島村が合併し、中合村が発足。
- 1906年（明治39年）4月1日 - 西蒲原郡秋津村、曲通村と合併し、月潟村となり消滅。

## 地域
中合村は、合併した村名を継承する以下の大字で構成される。
木滑（きなめり）
1889年（明治22年）まであった木滑村の区域。現在の新潟市南区木滑。
釣寄新（つりよせしん）
1889年（明治22年）まであった釣寄新村の区域。現在の新潟市南区釣寄新、西蒲区釣寄新。
釣寄（つりよせ）
1889年（明治22年）まであった釣寄村の区域。現在の新潟市南区釣寄、西蒲区釣寄。
東長嶋（ひがしながしま）
1889年（明治22年）まであった東長島村の区域。現在の新潟市南区東長島。